# Federatie van de Belgische Cementnijverheid
Federatie van de Belgische Cementnijverheid (FEBELCEM), in het Frans Fédération de l'industrie cimentière belge, is een Belgische belangenvereniging voor werkgevers uit de cementindustrie.

## Historiek
De organisatie werd opgericht op 26 januari 1949. In 1994 werd de naam FEBELCEM aangenomen.

## Bestuur
| Periode      | Voorzitter       |
| ------------ | ---------------- |
| ...          |                  |
| 2004 - 2006  | André Jacquemart |
| 2006 - 2008  | Bernard Kueng    |
| ...          |                  |
| 2012 - 2013  | Lukas Epple      |
| 2013 - 2015  | André Jacquemart |
| 2015 - 2016  | Louis Beauchemin |
| 2016 - 2018  | Jean-Marc Junon  |
| 2018 - heden | Eddy Fostier     |